# Vanuatu na Letnich Igrzyskach Olimpijskich 1996
Vanuatu na Letnich Igrzyskach Olimpijskich 1996 reprezentowało czworo zawodników: trzech mężczyzn i jedna kobieta. Był to trzeci start reprezentacji Vanuatu na letnich igrzyskach olimpijskich.

## Skład kadry

### Lekkoatletyka
Mężczyźni
- Laurence Jack – bieg na 200 m – odpadł w eliminacjach
- Tavakalo Kailes – bieg na 800 m – odpadł w eliminacjach
- Tawai Keiruan – bieg na 1500 m – odpadł w eliminacjach

Kobiety
- Mary-Estelle Kapalu – bieg na 400 m przez płotki – odpadła w eliminacjach